# Николсон, Джон (генерал)
Джон Николсон (англ. John Nicholson; 11 декабря 1822, Лисберн, Северная Ирландия, — 23 сентября 1857, Дели, Британская Индия) — генерал, герой Великобритании Викторианской эпохи.

## Биография
Джон Николсон родился в семье доктора Александра Джеффри Николсона (англ. Alexander Jaffray Nicholson) и Клары Хогг (англ. Clara Hogg). Благодаря помощи дяди Джеймса Хогга он стал офицером и принял участие в первой англо-сикхской войне (1838—1842). Позднее он поступил на службу в Британскую Ост-Индскую компанию, где он отличился на Северо-Западной границе Пенджаба и сыграл выдающуюся роль в подавлении восстания сипаев.

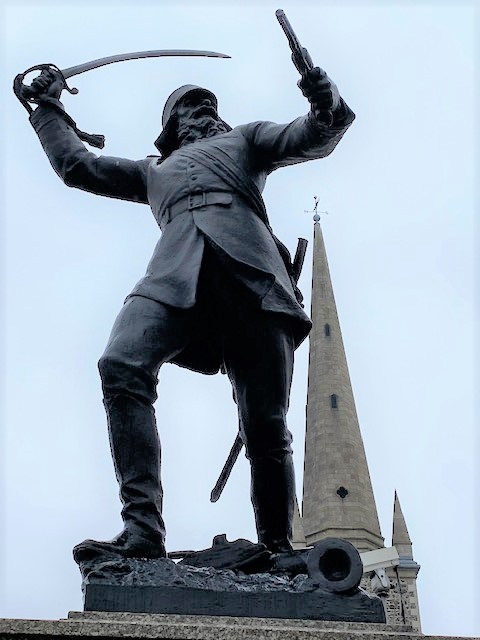
Памятник генералу Джону Николсону (Лисберн, Северная Ирландия). Скульптор — Фредерик Уильям Помрой

Умер 23 сентября 1857 года в военном городке в Дели, в результате ран, полученных при взятия города девятью днями ранее. Похоронен на названном в его честь Кладбище Николсон в Дели, возле Кашмирских ворот, за которые шли ожесточенные бои в момент подавления восстания.